# Хоменко, Игорь Юрьевич
И́горь Ю́рьевич Хоме́нко (укр. Ігор Юрійович Хоменко; род. 18 апреля 1976, Днепропетровск) — украинский футболист, игравший на позициях защитника и полузащитника. По завершении карьеры стал тренером

## Биография
Начал профессиональную карьеру в павлоградском «Шахтёре». Клуб, в то время, выступал крайне неудачно, вылетев из первой лиги и находясь на последних местах во второй, в связи с чем Хоменко был вынужден искать другие варианты продолжения карьеры. В 1995 году перешёл в хмельницкое «Подолье», в составе которого, в течение сезона 1995/96, провёл 31 матч и забил 4 гола в первой лиге чемпионате Украины. Своей уверенной игрой привлёк внимание клуба высшего дивизиона — кировоградской «Звезды». Дебютировал в высшей лиге 20 июля 1996 года, на 78-й минуте домашнего матча против тернопольской «Нивы» заменив Александра Волкова. В составе команды провёл два с половиной сезона, основных ролей не отыгрывая. Также выступал за вторую команду клуба во второй лиге.
В 1999 году перешёл в днепропетровский «Днепр». Некоторое время стабильно появлялся в основном составе, однако затем безнадёжно утратил место в главной команде, чаще появляясь в фарм-клубах «Днепра», в низших лигах. В составе «Днепра-2» стал победителем зоны «В» второй лиги. В 2001 году стал игроком симферопольской «Таврии», где также на поле появлялся преимущественно выходя на замену. Проведя 2 года в составе команды, в 2004 перешёл в другой крымский клуб — «Севастополь», однако там задержался всего на полсезона. Ещё менее длительным стало пребывание Хоменко в луганской «Заре» — подписав контракт с клубом летом 2004 года, Хоменко лишь раз появился на поле, выйдя на замену на 87-й минуте в матче первой лиги против ахтырского «Нефтяника». Большую часть времени игрок провёл в фарм-клубе луганчан — любительской «Заре-Горняк» из Юбилейного.
2005 год Хоменко провёл в сумском «Спартаке». В следующем году некоторое время играл за любительский «Титан» из Вольногорска, а позже стал игроком «Титана» из Армянска. В крымском клубе был одним из ключевых игроков. Появляясь на поле в большинстве матчей, игрок помог команде выиграть занять третье место в своей группе второй лиги в 2007 году и второе — в 2008 году. После этого выступал за любительскую «Викторию» из родного Днепропетровска, а затем перешёл в криворожский «Горняк» из второй лиги, где и завершил профессиональную карьеру в 2009 году. По окончании выступлений продолжил играть на любительском уровне, а позже стал тренером, работая в клубах, выступавших в чемпионате Днепропетровской области. С 2014 года — детский тренер в академии «Днепра», где проработал до расформирования клуба. В 2020 году назначен тренером юношеской команды петровского «Ингульца»

## Достижения
- Победитель второй лиги Украины: 1999/00 (группа «В»)
- Бронзовый призёр второй лиги Украины: 2006/07 (группа «Б»)
- Серебряный призёр второй лиги Украины: 2007/08 (группа «Б»)